# Lista de cruzadores de batalha da Rússia e União Soviética

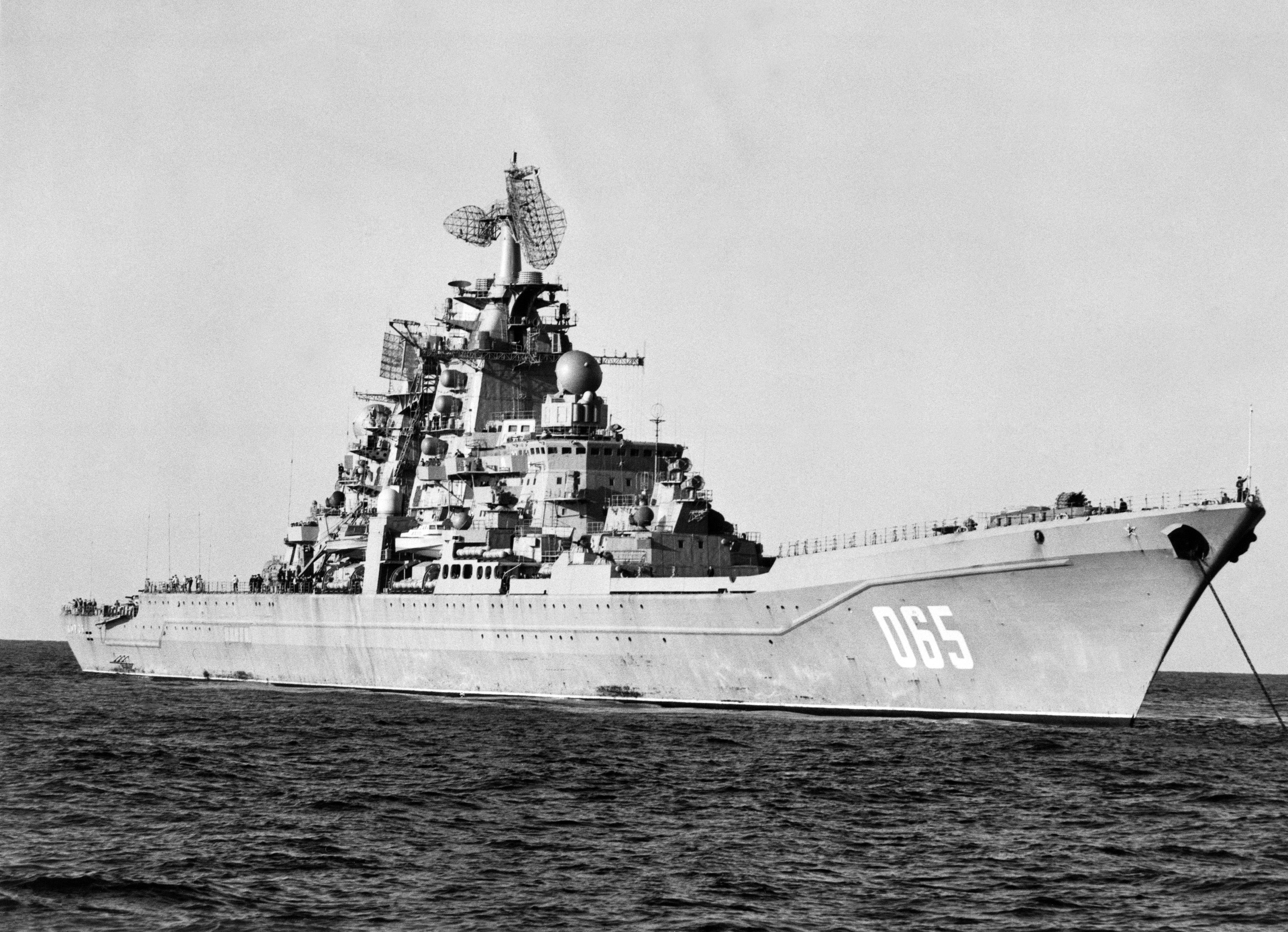
O Kirov em 1985, um dos últimos cruzadores de batalha construídos pela União Soviética

A Marinha Imperial Russa do Império Russo, a Frota Naval Militar da União Soviética e a Marinha Russa da Rússia planejaram e operaram alguns cruzadores de batalha desde a década de 1910. Os primeiros foram os navios da Classe Borodino, desenvolvidos a partir da necessidade da Marinha Imperial de unidades mais rápidas. Novos cruzadores de batalha só foram ser considerados novamente na década de 1930, quando a Frota Naval Militar sentiu necessidade de um navio grande o bastante para que pudesse lidar com cruzadores inimigos, o que levou primeiro ao desenvolvimento da Classe Kronshtadt e alguns anos depois da Classe Stalingrad. Por fim, a ameaça de porta-aviões inimigos na década de 1970 fez os soviéticos conceberem a Classe Kirov, cruzadores de batalha projetados especificamente para afundá-los.
A construção da Classe Borodino sofreu vários atrasos pela falta de capacidade industrial russa e depois pela Primeira Guerra Mundial; as obras foram paralisadas com o início da Revolução Russa e canceladas alguns anos depois. A insuficiência industrial também afetou a construção da Classe Kronshtadt, que foi interrompida pela Segunda Guerra Mundial, levando ao seu cancelamento alguns anos depois. Os navios da Classe Stalingrad também tiveram problemas de construção e acabaram cancelados em 1953 depois da morte do ditador Josef Stalin. Os membros da Classe Kirov tiveram um início de carreira tranquilo, passando para a Rússia com a Dissolução da União Soviética em 1991. Dois foram tirados de serviço na década de 1990, enquanto outros dois permanecem na frota russa até hoje, um em serviço e o outro em modernização.
| Armamento       | Número e tipo do armamento principal                      |
| Deslocamento    | Deslocamento do navio totalmente carregado                |
| Propulsão       | Número e tipo do sistema de propulsão e velocidade máxima |
| Batimento       | Data em que o batimento de quilha ocorreu                 |
| Lançamento      | Data em que o navio foi lançado ao mar                    |
| Comissionamento | Data em que o navio foi comissionado em serviço           |
| Destino         | Fim que o navio teve                                      |

## ClasseBorodino
A derrota na Guerra Russo-Japonesa em 1905 fez a Marinha Imperial Russa perceber a necessidade de navio rápidos. O projeto para o que se tornaria a Classe Borodino foi desenvolvido pelos anos seguintes, sendo aprovado em 1912. Entretanto, o projeto estourou seu orçamento e dinheiro precisou ser desviado de outras obras. As construções começaram formalmente no final de 1912, porém a falta de capacidade industrial russa e necessidade de importar materiais atrasaram as obras. O início da Primeira Guerra Mundial em meados de 1914 piorou a situação, já que não se podia mais importar os itens necessários e a produção nacional foi voltada para necessidades de guerra. O início da Revolução Russa em 1917 paralisou os trabalhos. A Frota Naval Militar Soviética considerou finalizá-los depois do fim da Guerra Civil Russa com um projeto alterado, mas nada foi levado adiante. Os cascos do Borodino, Kinburn e Navarin foram desmontados em 1923, já o do Izmail foi mantido por mais alguns anos até também ser desmontado em 1931.
| Navio               | Armamento   | Deslocamento | Propulsão                                | Serviço          | Serviço          | Serviço         | Serviço             |
| Navio               | Armamento   | Deslocamento | Propulsão                                | Batimento        | Lançamento       | Comissionamento | Destino             |
| ------------------- | ----------- | ------------ | ---------------------------------------- | ---------------- | ---------------- | --------------- | ------------------- |
| Izmail (Измаил)     | 12 × 356 mm | 37 235 t     | 4 turbinas a vapor; 26,5 nós (49,1 km/h) | dezembro de 1912 | junho de 1915    | —               | Desmontado em 1931  |
| Borodino (Бородино) | 12 × 356 mm | 37 235 t     | 4 turbinas a vapor; 26,5 nós (49,1 km/h) | dezembro de 1912 | julho de 1915    | —               | Desmontados em 1923 |
| Kinburn (Кинбурн)   | 12 × 356 mm | 37 235 t     | 4 turbinas a vapor; 26,5 nós (49,1 km/h) | dezembro de 1912 | outubro de 1915  | —               | Desmontados em 1923 |
| Navarin (Наварин)   | 12 × 356 mm | 37 235 t     | 4 turbinas a vapor; 26,5 nós (49,1 km/h) | dezembro de 1912 | novembro de 1916 | —               | Desmontados em 1923 |

## ClasseKronshtadt
A Frota Naval Militar sentiu necessidade na década de 1930 de um navio grande capaz de enfrentar e afundar cruzadores inimigos. Várias propostas diferentes foram apresentadas pelos anos seguintes e rejeitadas por diferentes motivos. O tamanho do projeto foi aumentado em resposta aos novos couraçados alemães da Classe Scharnhorst da Kriegsmarine, também recebendo um armamento principal e secundário mais poderoso, além de uma blindagem mais espessa. Um projeto final foi finalmente aprovado em meados de 1939. Os soviéticos inicialmente planejaram a construção de dezesseis embarcações, mas isto foi depois reduzido para quatro e algum tempo depois para apenas duas.
A construção logo enfrentou problemas, com as indústrias soviéticas mostrando-se incapazes de dar suporte para as obras de navios tão grandes. Havia escassez de trabalhadores e atraso nas entregas de materiais, além de problema no desenvolvimento dos canhões principais e turbinas. O problema com os canhões levou os soviéticos a comprarem armas e torres de artilharia de 380 milímetros da Alemanha para substituir o armamento principal da Classe Kronshtadt. Nada foi entregue antes da invasão alemã da União Soviética em 1941, o que paralisou as obras. Ideias para finalizar o Kronshtadt depois da guerra foram consideradas, mas os dois navios foram desmontados em 1948.
| Navio                    | Armamento  | Deslocamento | Propulsão                            | Serviço          | Serviço    | Serviço         | Serviço             |
| Navio                    | Armamento  | Deslocamento | Propulsão                            | Batimento        | Lançamento | Comissionamento | Destino             |
| ------------------------ | ---------- | ------------ | ------------------------------------ | ---------------- | ---------- | --------------- | ------------------- |
| Kronshtadt (Кронштадт)   | 9 × 305 mm | 41 540 t     | 3 turbinas a vapor; 31 nós (57 km/h) | novembro de 1939 | —          | —               | Desmontados em 1948 |
| Sebastopol (Севастополь) | 9 × 305 mm | 41 540 t     | 3 turbinas a vapor; 31 nós (57 km/h) | novembro de 1939 | —          | —               | Desmontados em 1948 |

## ClasseStalingrad
A Frota Naval Militar ainda sentia necessidade de um navio grande e poderoso o bastante para afundar cruzadores inimigos e emitiu em 1943 novos requerimentos para tal. Entretanto, conflitos entre a marinha e o Ministério de Construção Naval fizeram com que os trabalhos preliminares de projeto só fossem finalizados em 1948, aumentando o tamanho das embarcações. O ditador Josef Stalin interferiu várias vezes durante o processo de projeto, especificando o propósito principal, deslocamento, velocidade máxima e armamento principal, algumas vezes inclusive contra a preferência da marinha. Todas essas mudanças adiaram aprovação do projeto detalhado até 1951.
Quatro navios foram encomendados, mas apenas três tiveram suas construções iniciadas. Insuficiência da capacidade industrial soviética novamente atrasou o andamento das obras. O apoio de Stalin tinha sustentado o prosseguimento do projeto até então, com a Classe Stalingrad sendo cancelada em abril de 1953, um mês depois de sua morte. Os cascos do Moskva e do terceiro navio foram desmontados na rampa de lançamento, mas o casco do Stalingrad foi modificado e lançado ao mar para atuar como alvo de tiro. Ele encalhou em Sebastopol em 1955 e ficou preso até o ano seguinte. Pelos anos seguintes serviu de alvo para testes de mísseis antinavio até ser desmontado em 1962.
| Navio                   | Armamento  | Deslocamento | Propulsão                                | Serviço          | Serviço       | Serviço         | Serviço             |
| Navio                   | Armamento  | Deslocamento | Propulsão                                | Batimento        | Lançamento    | Comissionamento | Destino             |
| ----------------------- | ---------- | ------------ | ---------------------------------------- | ---------------- | ------------- | --------------- | ------------------- |
| Stalingrad (Сталинград) | 9 × 305 mm | 42 300 t     | 4 turbinas a vapor; 35,5 nós (65,7 km/h) | dezembro de 1951 | março de 1954 | —               | Desmontado em 1962  |
| Moskva (Москва)         | 9 × 305 mm | 42 300 t     | 4 turbinas a vapor; 35,5 nós (65,7 km/h) | setembro de 1952 | —             | —               | Desmontados em 1953 |
| Navio Nº 3              | 9 × 305 mm | 42 300 t     | 4 turbinas a vapor; 35,5 nós (65,7 km/h) | outubro de 1952  | —             | —               | Desmontados em 1953 |

## ClasseKirov

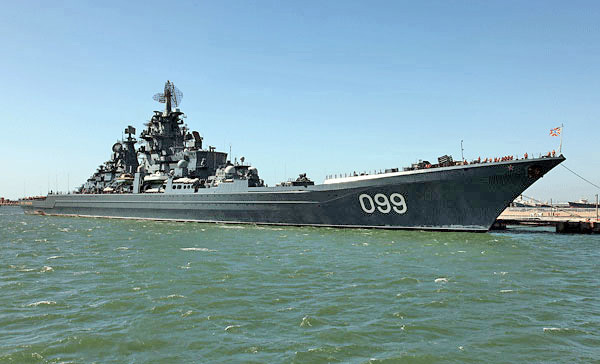
O Pyotr Velikiy em 2012

A Frota Naval Militar acreditava na década de 1960 que submarinos eram a melhor plataforma para atacar navios de superfície. Entretanto, eles reavaliaram essa visão em 1967 depois de um contratorpedeiro israelense ter sido afundado por um barco de mísseis egípcio. A ameaça de porta-aviões da Marinha dos Estados Unidos com autonomias cada vez maiores levou à ideia da criação de um navio que combinasse capacidades antinavio, antiaérea e antissubmarina. A Classe Kirov foi pensada como capitânias de grupos tarefa e para isso foram equipados com as mais sofisticadas instalações de comando e controle disponíveis. Cinco embarcações foram originalmente planejadas, mas a quinta foi cancelada pouco mais de um ano depois do início de sua construção.
Os três primeiros navios passaram o início de seus serviços com a frota soviética em relativa tranquilidade, mas o Kirov sofreu um acidente com seu reator nuclear em 1990 e foi tirado de serviço. A Dissolução da União Soviética ocorreu no final de 1991 durante a construção do Pyotr Velikiy, o que atrasou sua finalização. As embarcações depois disso passaram para o controle da Rússia, mas o Admiral Lazarev e Admiral Nakhimov foram tirados de serviço em 1999 por falta de orçamento. O primeiro foi desmontado a partir de 2021 e o segundo teve um processo de modernização iniciado em 2013. O Kirov está inativo desde seu acidente e aguardando desmontagem, enquanto Pyotr Velikiy está em serviço ativo.
| Navio                                                                               | Armamento         | Deslocamento | Propulsão                              | Serviço       | Serviço          | Serviço          | Serviço                |
| Navio                                                                               | Armamento         | Deslocamento | Propulsão                              | Batimento     | Lançamento       | Comissionamento  | Destino                |
| ----------------------------------------------------------------------------------- | ----------------- | ------------ | -------------------------------------- | ------------- | ---------------- | ---------------- | ---------------------- |
| Kirov (Киров)                                                                       | 20 × P-700 Granit | 28 000 t     | 2 reatores nucleares; 32 nós (59 km/h) | março de 1974 | dezembro de 1977 | dezembro de 1980 | Aguardando desmontagem |
| Admiral Lazarev (Адмирал Лазарев)                                                   | 20 × P-700 Granit | 28 000 t     | 2 reatores nucleares; 32 nós (59 km/h) | julho de 1978 | maio de 1981     | outubro de 1984  | Desmontado em 2021     |
| Admiral Nakhimov (Адмирал Нахимов)                                                  | 20 × P-700 Granit | 28 000 t     | 2 reatores nucleares; 32 nós (59 km/h) | maio de 1983  | abril de 1986    | dezembro de 1988 | Em modernização        |
| Pyotr Velikiy (Пётр Великий)                                                        | 20 × P-700 Granit | 28 000 t     | 2 reatores nucleares; 32 nós (59 km/h) | março de 1986 | abril de 1989    | abril de 1998    | Em serviço ativo       |
| Admiral Flota Sovetskogo Soyuza Kuznetsov (Адмирал Флота Советского Союза Кузнецов) | 20 × P-700 Granit | 28 000 t     | 2 reatores nucleares; 32 nós (59 km/h) | maio de 1989  | —                | —                | Cancelado em 1990      |

### Citações
1. ↑  McLaughlin 2003, p. 244.
2. ↑  McLaughlin 2003, pp. 245–247.
3. ↑  Watts 1990, p. 65.
4. ↑  McLaughlin 2003, pp. 247–249.
5. ↑  McLaughlin 2003, pp. 332–335.
6. 1 2  Watts 1990, p. 66.
7. 1 2 3  McLaughlin 2003, pp. 243–244.
8. ↑  McLaughlin 2003, pp. 248–249, 332–335.
9. ↑  McLaughlin 2004, pp. 100–107, 109, 112.
10. ↑  McLaughlin 2004, p. 112–113.
11. 1 2  McLaughlin 2004, p. 109.
12. 1 2  McLaughlin 2004, pp. 112, 114.
13. ↑  McLaughlin 2004, p. 111.
14. ↑  McLaughlin 2004, pp. 107, 112.
15. ↑  McLaughlin 2006, pp. 103–110.
16. ↑  McLaughlin 2006, pp. 116–117.
17. ↑  McLaughlin 2006, pp. 116, 119–120.
18. 1 2  McLaughlin 2006, pp. 110–111.
19. ↑  McLaughlin 2006, p. 115.
20. ↑  McLaughlin 2006, pp. 116, 118–120.
21. 1 2 3 4 5  Jackson 2006, pp. 409–411.
22. ↑  Bonner & Bonner 2007, p. 86.
23. 1 2  Miller 2002, pp. 192–193.
24. 1 2 3   White, Ryan (6 de maio de 2021). «Nuclear Battlecruiser Admiral Lazarev Reaches Her Final Destination». Naval Post. Consultado em 17 de abril de 2024
25. 1 2   «Admiral Nakhimov Reactors to be Activated This Month». SeaWaves Magazine. 21 de novembro de 2023. Consultado em 17 de abril de 2024